# Efferia knowltoni
Efferia knowltoni är en tvåvingeart som först beskrevs av Stanley Willard Bromley 1937.  Efferia knowltoni ingår i släktet Efferia och familjen rovflugor.
Artens utbredningsområde är Utah. Inga underarter finns listade i Catalogue of Life.